# Покровка (Красноармейский район)
В Октябрьском районе Приморья тоже есть село Покровка
В Яковлевском районе Приморья тоже есть село Покровка
Покро́вка — село в Красноармейском районе Приморского края. Входит в состав Лукьяновского сельского поселения.

## География
Село Покровка стоит на правом берегу реки Большая Уссурка, до левого берега реки Маревка около 2 км.
Дорога к селу Покровка идёт от села Лукьяновка по мосту через Большую Уссурку, далее вниз по течению через село Саровка.
Расстояние до районного центра Новопокровка (стоит на левом берегу Большой Уссурки выше Лукьяновки) около 27 км.
На левом берегу Большой Уссурки напротив Покровки находится село Гоголевка.

## Население
| 1915 | 2002 | 2010 |
| ---- | ---- | ---- |
| 684  | ↘47  | ↘20  |

## Улицы
В селе имеются три улицы: Набережная, Партизанская и Школьная. 

## Экономика
- Жители занимаются сельским хозяйством.